# گالو
گالو(galoo) (زیرگونه آلو (درخت)) نوعی میوه شفتی خوردنی است(گونه آلو).